# Méandre (mathématiques)
Pour les articles homonymes, voir Méandre (homonymie).
 (avril 2011).

Un exemple de méandre

Un méandre est, en mathématiques, une configuration dans le plan ℝ2 formée par deux courbes planes simples se coupant transversalement. Intuitivement, un méandre peut être vu comme une route coupant une rivière à travers un certain nombre de ponts. On dit méandre ouvert dans le cas où les deux courbes sont isotopes à des droites du plan et méandre fermé dans le cas où une courbe est fermée et l'autre isotope à une droite.
Dans le cas ouvert, on peut toujours trouver une isotopie qui envoie une des deux courbes sur une ligne droite L, et le nombre de points de croisements est un nombre entier positif n.
Dans le cas fermé, on peut toujours trouver une isotopie qui envoie la courbe non compacte sur une ligne droite L, et le nombre de points de croisements est un nombre entier positif pair 2n.
Deux méandres sont dits équivalents s'ils sont isotopes dans le plan ℝ2.[réf. nécessaire]
Les méandres sont des objets difficiles à compter. On ne connaît pas de formule pour le nombre Mn de méandres ayant n intersections.
On peut colorier en noir et blanc les régions du plan déterminées par un méandre en alternant.

## Nombres méandriques
Un nombre est dit nombre méandrique quand il fait partie de la série des nombres indiquant le nombre de manières de figurer les intersections entre une droite et une courbe fermée présentant un ou plusieurs méandres.
Le nombre de méandres distincts d'ordre n est le nombre méandrique Mn. La suite A005316 de l'OEIS des nombres méandriques commence par : 1, 1, 1, 2, 3, 8, 14, 42, 81, 262.

## Méandre ouvert
Dans le cas ouvert, on peut toujours trouver une isotopie qui envoie une des deux courbes sur une ligne droite L, et le nombre de points de croisements est un nombre entier strictement positif n.
Étant donné une droite fixée orientée L dans le plan ℝ2, un méandre ouvert d'ordre n est une courbe orientée qui ne se coupe pas dans ℝ2 qui coupe transversalement la droite à n points pour un certain entier positif n. Deux méandres ouverts sont dits équivalents s'ils sont homéomorphes dans le plan.[réf. nécessaire]

### Exemples
Le méandre ouvert d'ordre 1 coupe la droite une fois :
Le méandre ouvert d'ordre 2 coupe la droite deux fois :

### Nombres méandriques ouverts
Le nombre de méandres ouverts distincts d'ordre n est le nombre méandrique ouvert mn. La liste des nombres méandriques ouverts commence par :
m1 = 1, m2 = 1, m3 = 2, m4 = 3, m5 = 8, m6 = 14[réf. nécessaire].

## Méandre fermé

### Nombres méandriques fermés
La suite A005315 de l'OEIS des nombres méandriques fermés commence par :
M1 = 1, M2 = 1, M3 = 2, M4 = 8, M5 = 42, M6 = 262.

## Semi-méandre
Étant donné une demi-droite R dans ℝ2, un semi-méandre d'ordre n est une courbe qui ne se coupe pas dans ℝ2 qui coupe transversalement la demi-droite à n points pour un certain entier positif n. Deux semi-méandres sont dits être équivalents s'ils sont homéomorphes dans le plan.

### Exemples
Le semi-méandre d'ordre 1 coupe la demi-droite une fois.
Le semi-méandre d'ordre 2 coupe la demi-droite deux fois :

### Nombres semi-méandriques
Le nombre de semi-méandres distincts d'ordre n est le nombre semi-méandrique Mn (généralement noté avec une ligne au-dessus à la place d'une ligne en dessous). La suite A000682 de l'OEIS des nombres semi-méandrique commence par :
M1 = 1, M2 = 1, M3 = 2, M4 = 4, M5 = 10, M6 = 24.

## Propriétés des nombres méandriques
Il existe une fonction injective des nombres méandriques vers les nombres méandriques ouverts : Mn = m2n-1.
Chaque nombre méandrique peut être encadré par des nombres semi-méandriques :
Mn ≤ Mn ≤ M2n
Pour n > 1, les nombres méandriques sont pairs.